# Marmirói templom
A marmirói templom (albán Kisha e Marmiroit) feltehetően a 12–13. században bizánci stílusban épült görögkeleti templom Délnyugat-Albániában, Orikum város határában.

## Története
Bár a marmirói Albánia legrégibb ma is működő keresztény templomainak egyike, történetéről meglehetősen keveset tudni. Legkorábbi említése egy 1307-es írott forrásból ismert, neve vélhetően az északra fekvő márványbányával lehet összefüggésben (mermer albánul ’márvány’). 1904-ben az országban utazgató osztrák régész, Carl Patsch látogatta meg az akkor már meglehetősen romos állapotú templomot. A maradványokat átvizsgálva megállapította, hogy a templom építőköveinek egy része a közelben található Órikosz ókori romjaiból származik. Patsch a templom védőszentjeként Szent Györgyöt azonosította, későbbi kutatók – Guntram Koch és Robert Elsie – azonban Szűz Mária kultuszához kötötték a templomot. Építésének ideje szintén bizonytalan. A templomot 1967-ben restauráló Aleksandër Meksi tipológiai analógiák alapján a 12–13. századra tette a templom keletkezését. Guntram Koch a marmirói templomról írott régészeti tanulmányában azonban nem vetette el a 11. századra datálás, sőt a falazatban talált 9–10. századi cseréptöredékek alapján egy ennél is korábbi építési korszak lehetőségét sem. Napjainkban a helyiek használják kápolnának, magánáhítatuk helyszíneként a templomot.

## Fekvése és leírása
A templom Orikum városától légvonalban 3 kilométerre délnyugatra, a Pashaliman-lagúna déli oldalán, a Dukati-sík és a Rrëza e Kanalit hegylábának találkozásánál található, egy zsombékos-vizenyős réttel körülvett kisebb domb tetején. Az Orikum határában futó dűlőutakon keresztül közelíthető meg, az utolsó 200-300 méteren gyalogosan.
Latin kereszt alaprajzú templom, középen körtorony koronázza az épületet. A keleti keresztszárat egy félköríves, egyablakos apszis zárja le, a további három keresztszár mindegyikéből egy-egy ajtó nyílik a templom belsejébe. A nyugati fekvésű főbejárat előtti egykori narthex (előcsarnok) mára elpusztult. Belső tere jelentősen lepusztult, korabeli, a 11–12. századi bizánci festészetet idéző freskóinak nagy része napjainkra megsemmisült. A boltozatos mennyezetű keresztszárak találkozásánál a belső teret egy-egy záróköves oszlop tagolja, ezek támasztják alá a központi elhelyezkedésű, feltűnően magas kupoladobot. A templomot északról egy megmagasított, erődítésszerű fal veszi körbe mintegy 60 méteres hosszúságban.
A templom formai kialakításának egyes elemei vélhetően hatottak a későbbi keletkezésű zvërneci kolostortemplomra is.
- A templom déli oldala (2019)
- A templom északkeleti oldala (2019)
- Freskórészlet a déli keresztszárban (2019)